# Elasis
Elasis é um género botânico pertencente à família Commelinaceae.